# SonarQube
SonarQube (ehemals Sonar) ist eine Plattform für die statische Analyse und Bewertung der technischen Qualität von Quelltext. SonarQube analysiert den Quelltext hinsichtlich verschiedener Qualitätsbereiche und stellt die Ergebnisse über eine Website dar. SonarQube ist in Java programmiert, unterstützt aber neben der Analyse von Java-Programmen mit entsprechenden Plugins unter anderem die Programmiersprachen JavaScript, Groovy, Flex, PHP, PL/SQL, C#, COBOL, die des .Net-Frameworks, Embarcadero Delphi und Visual Basic 6.

## Funktionsweise
SonarQube besteht aus drei Komponenten:
- Einem Modul für Build-Management-Tools wie Apache Maven oder Apache Ant. Dieses analysiert (basierend auf weiteren Modulen) den Quelltext hinsichtlich verschiedener Qualitätsmerkmale.
- Einer Datenbank, in der die Ergebnisse der Qualitätsanalyse gespeichert werden.
- Einer Website für Management und Auswertung der Ergebnisse.

Durch diese Architektur ist sowohl eine Prüfung des Quelltextes auf dem Entwicklungsrechner möglich als auch eine Einbindung von SonarQube in den Entwicklungsprozess und eine Ermittlung der Qualitätsmetriken auf einem Build-Server für die kontinuierliche Integration.
SonarQube analysiert den Quelltext hinsichtlich folgender Qualitätsbereiche:
- Doppelter Code
- Abdeckung durch Modultests
- Komplexität
- Potentielle Fehler
- Kodierrichtlinien
- Kommentare

### Modularer Aufbau und Erweiterungen
SonarQube ist modular aufgebaut und integriert selbst einige bekannte Entwicklungswerkzeuge zur Analyse der Codequalität, darunter PMD und Checkstyle für die Erkennung von doppeltem Code und Prüfung von Kodierrichtlinien, FindBugs zum Aufdecken potentieller Fehler sowie Surefire und Cobertura zur Messung der Qualität der Modultests.
Neben der Anzeige der Ergebnisse der einzelnen Bereiche ermöglicht SonarQube das Herunterbrechen (englisch drill-down) der Ergebnisse bis auf die einzelne Metrik und Codezeile sowie die Verknüpfung der einzelnen Metriken und die Darstellung ihrer historischen Entwicklung.
SonarQube ermöglicht über einen Plugin-Mechanismus Erweiterungen zu integrieren. Neben den Erweiterungen für die Analyse zusätzlicher Programmiersprachen gibt es Plugins für ergänzende Metriken, Governance, Schnittstellen zu Entwicklungsumgebungen, Visualisierungen, Integration sowie zur Berechnung der technischen Schulden.